# Mohamed el-Fers
Mohamed el-Fers (Haarlem, 30 april 1950 – Amsterdam, 2024) was een Nederlands publicist, musicus en filmmaker. Hij gebruikte ook de pseudoniemen Henk M. Brouwer en Ron Vanderberg.

## Levensloop
El-Fers was volgens eigen zeggen de zoon van een Perzische vader en een Oostenrijkse moeder. Volgens Theodor Holman is hij echter geboren als Rob Elfers. Hij begon zijn loopbaan als ontwerper van platenhoezen bij Negram-Delta, en was daar samen met Cor Aaftink onder andere verantwoordelijk voor de public relations en het artwork van de singles van The Doors, The Kinks, George Baker Selection, Tee Set en The Motions. Vervolgens was hij muzikant in de groepen Los Compañeros (Latijns-Amerikaans), Nass el-Ghorba (Marokkaans), Tiq Maya (Marokkaans), Medina (Italiaanse pop) en Atlal (folkrock). Hij claimde dat hij met de laatste groep in 1982 een nummer 1-hit had in Egypte en Soedan en een optreden had in El Alem Ghani, de Egyptische televisieshow van Hamdia Hamdi.
El-Fers publiceerde onder andere in Hitweek/Aloha, De Groene Amsterdammer, EssensiE, Nieuwe Revu, Algemeen Dagblad, de Turkse krant Dünya en De Staatskrant.
In Turijn maakte El-Fers enkele jaren een dagelijks programma voor Radio Torino Alternativa (RTA). Samen met René Zwaap is hij oprichter en programmamaker van MokumTV, een van de best bekeken programma's van Salto TV. Voor MokumTV maakte hij een aantal documentaires, waarvan een aantal bij Türkevi Amsterdam op dvd zijn verschenen.
In 1991 schreef hij het libretto voor het Amsterdams Mirakelspel, een theatraal stuk levende geschiedenis inclusief een middeleeuwse processie, jaarmarkt en spel.
In 1987-1990 propageerde El-Fers als 'Henk M. Brouwer, voorzitter van het Comité-Generaal Onze Lieve Vrouwe ter Staats' de verering van Maria, die te Amsterdam op het Van Limburg Stirumplein aan enkele bewoners van de Staatsliedenbuurt zou zijn verschenen. Hij publiceerde tevens enkele nummers van de Mariabode. In 1994 werd deze Maria-devotie in een artikel in HP/De Tijd gedemystificeerd.
De Amsterdamse Mariazieneres Ida Peerdeman gaf aan El-Fers als enige journalist in vijftig jaar toestemming haar te interviewen, op voorwaarde dat het verhaal hiervan pas na haar dood zou worden gepubliceerd. In 2002 werden de Amsterdamse Mariaverschijningen van de Vrouwe van alle Volkeren, die dateerden uit de jaren 1945-1959, door bisschop Jos Punt van Haarlem erkend. De Rooms-Katholieke Kerk als geheel beperkte de erkenning echter tot de verering van de Vrouwe van alle Volkeren en erkende de Mariaverschijningen niet als bovennatuurlijk. Het interview met de zieneres verscheen op een dvd die tijdens de 7e Internationale Gebedsdag in 2005 voor het eerst in de Amsterdamse RAI werd vertoond voor ruim 10.000 toeschouwers.
El-Fers produceerde in 1996 voor Hippo Records twee cd's met Leo Fuld, de 'keizer van het jiddische lied'. Hij is verder schrijver van biografieën over onder anderen Jacques Brel, de mysticus Mevlana Rumi, Oum Kalsoum en Bob Marley. Ook publiceerde hij een veelvuldig bekroonde reisgids over Istanboel. Tevens is hij de schrijver van de Encyclopedie van Hollandse Heiligen (2011).
Mohamed el-Fers was de grondlegger van de ideeën van meerdere langeafstandswandelroutes o.a. Sultans Trail van Wenen naar Istanbul, Sufi Trail van Istanbul naar Konya en Drie Bronnen Pelgrimsroute in Heiloo en Egmond-Binnen. Referentie: https://www.youtube.com/watch?v=2KWwCy45A_s
Mohamed el-Fers overleed in 2024 op 73-jarige leeftijd in Amsterdam en werd op 5 maart 2024 begraven in het Turkse Akören in de provincie Konya.

## Onderscheiding
Als schrijver van de enige Nederlandstalige Mevlanabiografie, ontving hij op 5 mei 2003 tijdens het 3de internationale Mevlanacongres de hoge Turkse onderscheiding Merit of Honour. Deze onderscheiding werd hem verleend door de Turkse minister voor religieuze zaken professor Mehmet Aydin aan de Selçukuniversiteit van Konya (Turkije), in aanwezigheid van nog drie andere Turkse ministers en afgevaardigden van de Nederlandse ambassade in Ankara.

## Beknopte filmografie
- Mevlana (Hypnotic Trance Dance, complete ritual) DVD TM 04-1
- Oil over Europe-I (Turkish Oil Wrestling) DVD TM 04-2
- Mehter in Holland (Ritual Music by the Janisari) DVD TM 04-3
- Maria in de Koran (bonus: Mirakel van Amsterdam, Ida Peerdeman interview) DVD TM 04-4